# Кљун (ТВ серија)
Кљун српска је телевизијска серија чији су режисери Јелена Гавриловић и Урош Томић, у продукцији куће United Media.  Серија је премијерно приказана 4. октобра 2021. године на каналу Нова С.
Кљун је прва српска серија приказана на фестивалу Canneseries у Кану, где је освојила Награду публике у главном такмичарском програму. Током 2023. године је репризно емитована на РТС 1, док је од 2024. доступна на стриминг-платформи Max.

## Радња
Као тему серије, режисери су рекли: „Неколико тема. У највећем фокусу су снови и питање да ли наши јунаци могу анализом онога што сањају да  помогну себи, али и породици и околини. Оно што се такође провлачи као тема је таленат као дар, али и терет. Наши јунаци покушавају да сачувају свој таленат од институција и особа који покушавају да га експлоатишу. Док на неком ширем нивоу, тема, дакле јесте борба човека да буде независтан од свих опресивних фигура, па чак и породице. Да додамо још и да је доста заступљена тема миграција. Наши ликови и њихови преци долазе у нове средине, па онда ту долази до сукоба, заблуда, али и поништавања идентитета. Кроз главну јунакињу спроведена је та нека најшира идеја серије да је живот у сопственој истини мање болан од живота у лажи.”
Соња Кљун (Ивана Вуковић) је млада, амбициозна детективка, жељна да докаже да је њена истанчана интуиција у праву – наводно самоубиство у мирној Суботици крије далеко озбиљније тајне него што се то чини на први поглед.
Соњина селидба у Суботицу покренуће лавину догађаја која ће разоткрити дубоко закопане тајне везане за мистериозну организацију, али и за Соњину прошлост.
Истанчана интуиција није својствена само за Соњу, већ и за њену десетогодишњу кћерку (Дрена Мршић), чији необични снови везани за мајчин посао почињу да се остварују.

## Улоге

### Главне улоге
| Глумац             | Улога             |
| ------------------ | ----------------- |
| Ивана Вуковић      | Соња Кљун         |
| Дрена Мршић        | Оља Кљун          |
| Мићко Љубичић      | Душан             |
| Стефан Вукић       | Миклош Мића Тот   |
| Ивана В. Јовановић | Ана Гера          |
| Љубиша Милишић     | Жика Дебељачки    |
| Мирко Влаховић     | Света Јовић Сурла |
| Љиљана Благојевић  | Марта             |
| Золтан Сирмер      | Габор Варга       |
| Наташа Шолак       | Петра Лакић       |
| Филип Ђурић        | Кристијан         |
| Марио Кнезовић     | Јулијан           |
| Дарко Ивић         | Борко             |
| Вахид Џанковић     | Стојан            |
| Сенда Букадида     | Марјам            |
| Марко Гиздавић     | Мики              |
| Андреја Маричић    | Станко            |
| Никола Глишић      | млади Душан       |
| Мaрија Петровић    | Мала Соња         |

### Споредне улоге
| Глумац                     | Улога                  |
| -------------------------- | ---------------------- |
| Марија Опсеница            | Гордана                |
| Симон Јегоровић            | Мали Кристијан - Конан |
| Ливиа Банка                | патолог Енике          |
| Петар Ћирица               | Будо                   |
| Ђурђица Ђуровић            | Лола                   |
| Кристина Јаковљевић        | Едита                  |
| Матеја Поповић             | Жарко                  |
| Стефан Рауковић            | Вељко                  |
| Миљан Вуковић              | Звеки                  |
| Никола Тодоровић           | водитељ ријалитија     |
| Милица Буразер             | водитељка ријалитија   |
| Драган Ђуровић             | телохранитељ           |
| Милош Станковић            | Петрин сарадник        |
| Золтан Деваи               | Золтан                 |
| Игор Грекса                | Дејан                  |
| Љиљана Павловић-Шудић      | Врачара                |
| Јован Петровић             | колега                 |
| Лука Ђокић                 | волонтер               |
| Намед Хамоуди              | Исмал                  |
| Нихад Тагхи                | Јусуф                  |
| Владимир Грбић             | лекар                  |
| Мирослав Фабри             | адвокат Богдан         |
| Александар Ђинђић          | Момир                  |
| Ервин Палфи                | Разван                 |
| Јово Максић                | Крстевски              |
| Зоран Максић               | Тома Видаковић Поп     |
| Милимир Бабић              | Јулијанов отац         |
| Стеван Ђуричић             | чувар у затвору        |
| Стефан Рауковић            | Вељко                  |
| Зоран Бућевац              | Вукан Цветић           |
| Пол Леонард Мареј          | Џон Хејл               |
| Владан Јаковљевић          | Матић                  |
| Немања Вановић             | Харис                  |
| Оливера Викторовић         | Сашка                  |
| Милица Стефановић          | Милица                 |
| Немања Бакић               | Боки                   |
| Предраг Гавриловић         | полицајац              |
| Татјана Стругар Драгојевић | Францускиња            |
| Ђорђе Живадиновић          | водитељ                |
| Верица Марковић            | Валерија Крунић        |
| Дејан Гоцић                | радник                 |
| Нандор Силаги              | Јанош Киш              |
| Сара Вуксановић            | Ксена                  |
| Ален Гарић                 | обезбеђење у фондацији |
| Срђан Алексић              | Буцало                 |
| Југослав Крајнов           | Коста                  |
| Рита Берец                 | млада Ана              |
| Метју Хамоуди              | мигрант                |
| Алекса Илић                | Иштван Сечењи          |
| Соња Фаин                  | конобарица             |
| Јелена Вукосављевић        | Тара                   |
| Јосип Леуст                | свештеник              |
| Урош Шошкић                | Мартин муж             |
| Александар Мацура          | Игор                   |
| Мирјана Дангубић           | Славка Цветић          |
| Мила Сибул                 | рецепционерка          |
| Мирослав Жужић             | комшија                |
| Милош Којић                | тренер хокеја          |
| Тамас Хајду                | Адам                   |
| Марко Степанчев            | контролор на тесту     |
| Габријела Илић             | Добрила                |
| Лола Николић               | Неговатељица           |
| Петар Бакић                | просјак                |
| Мате Нешић                 | обезбеђење у фондацији |
| Богомир Ђорђевић           | рибар                  |
| Предраг Карач              | домар                  |
| Петар Будинчевић           | Алмос                  |
| Андријана Зукић            | Нела                   |
| Кристина Сремчев           | девојчица              |
| Перица Ордић               | Италијан               |
| Марко Папајић              | Маре                   |

## Епизоде
| Сезона | Сезона | Епизоде | Епизоде | Оригинално емитовање | Оригинално емитовање |
| Сезона | Сезона | Епизоде | Епизоде | Премијера            | Финале               |
| ------ | ------ | ------- | ------- | -------------------- | -------------------- |
|        | 1.     | 10      | 10      | 4. октобар 2021.     | 20. октобар 2021.    |

## Занимљивости
СББ је омогућио путем своје платформе ЕОН гледање свих епизода серије одједном пре телевизијског емитовања за одређену новчану надокнаду.
Серија је емитована и на РТС 1 након што је телевизија купила пакет серија од компаније Јунајтед медија, у ком су се још налазиле серије Викенд са ћалетом и Време зла.
На овом пројекту сарађују отац и син, познати редитељ Срђан Драгојевић и сценариста Матија Драгојевић.